# Florida de Liébana
Florida de Liébana ist ein westspanischer Ort und eine Gemeinde (municipio) mit 244 Einwohnern (Stand: 2024) im Osten der Provinz Salamanca in der Region Kastilien und León. Neben dem Hauptort Florida gehören die Ortschaften La Florida Extrarradio, Puerta de la Anunciación und Villaselva zur Gemeinde.

## Lage und Klima
Der ca. 790 m hoch gelegene Ort Florida de Liébana liegt im Süden der altkastilischen Hochebene (meseta). Der Río Tormes begrenzt die Gemeinde im Norden und Osten. Die Großstadt Salamanca befindet sich knapp 10 km in südöstlicher Richtung entfernt. 
Das Klima im Winter ist durchaus kühl; die geringen Niederschlagsmengen (ca. 486 mm/Jahr) fallen – mit Ausnahme der eher trockenen Sommermonate – verteilt übers ganze Jahr.

## Bevölkerungsentwicklung
| Jahr      | 1970 | 1981 | 1991 | 2001 | 2011 | 2021 |
| Einwohner | 380  | 269  | 201  | 245  | 291  | 254  |

## Wirtschaft
Das wirtschaftliche Leben der Landgemeinde war jahrhundertelang in hohem Maße agrarisch geprägt, doch wurde hauptsächlich zum Zweck der Selbstversorgung produziert – im Umland wurde Getreide ausgesät; Gemüse stammte aus den Hausgärten und auch Viehzucht wurde betrieben. Wenngleich viele Einwohner in Salamanca arbeiten, spielt die Landwirtschaft auch heute noch eine Rolle im Wirtschaftsleben der Gemeinde.

## Sehenswürdigkeiten

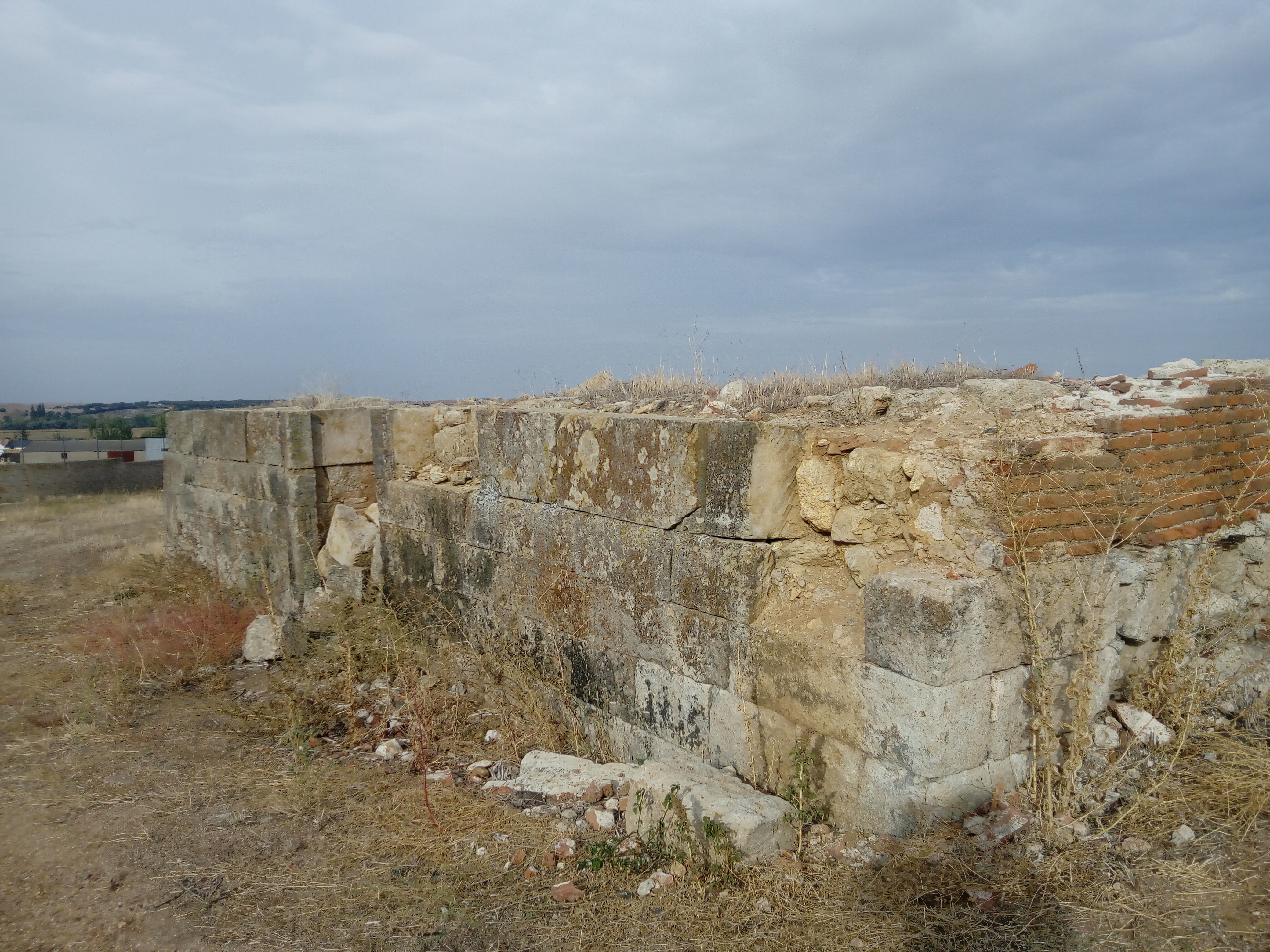
Ruinen der alten Kirche
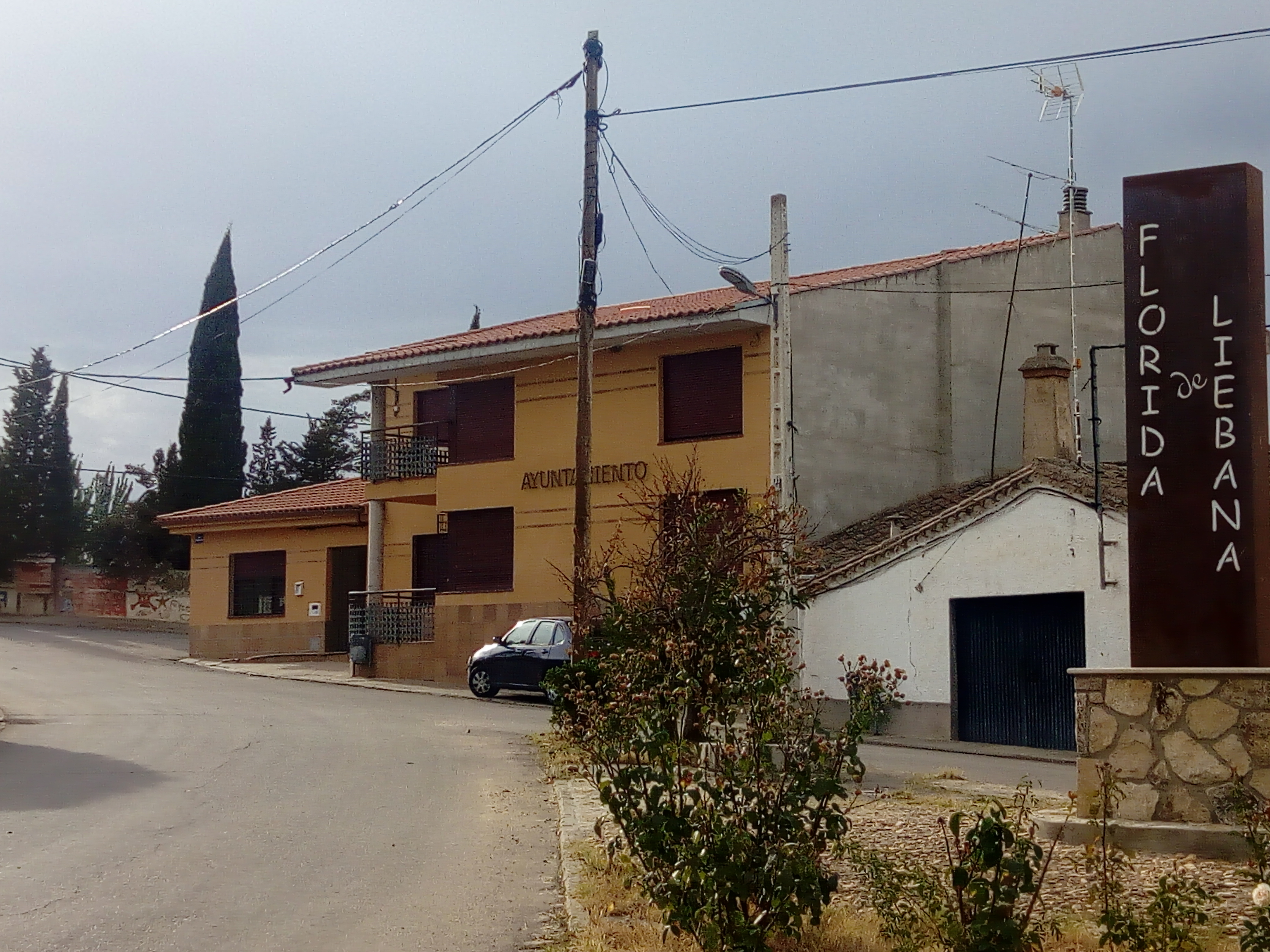
Rathaus

- Ruinen der alten Kirche
- Rathaus